# Departamento Arauco
Das Departamento Arauco liegt im Nordosten der Provinz La Rioja im Nordwesten Argentiniens und ist eine von 18 Verwaltungseinheiten der Provinz. 
Es grenzt im Norden und Osten an die Provinz Catamarca, im Süden an die Departamentos Capital und Castro Barros und im Westen an das Departamento San Blas de los Sauces. 
Die Hauptstadt des Departamento Arauco ist Aimogasta.

## Städte und Gemeinden
Das Departamento Arauco ist in folgende Gemeinden aufgeteilt:
- Arauco
- Aimogasta
- Bañado de los Pantanos
- Estación Mazán
- Machigasta
- Termas de Santa Teresita
- Udpinango
- Villa Mazán
- San Antonio